# Campionat del món de ciclisme en pista de 1894
El Campionat Mundial de Ciclisme en Pista de 1894 es va celebrar a Anvers (Bèlgica) del 12 i 13 d'agost de 1894. En aquesta segona edició, les tres proves en què es va competir encara estaven reservades per a amateurs.

## Resultats
| Prova                | Or                           | Argent                    | Bronze                           |
| Velocitat individual | August Lehr · Imperi Alemany | Jaap Eden · Països Baixos | William Broadbridge · Regne Unit |
| Darrere moto         | Wilhelm Henie · Noruega      | Jack Green · Regne Unit   | Georges Van Oolen · Bèlgica      |
| Velocitat 10 km.     | Jaap Eden · Països Baixos    | Jack Green · Regne Unit   | Tommy Osborne · Regne Unit       |

## Medaller
| Pos. | País           | Or | Plata | Bronze | Total |
| 1    | Països Baixos  | 1  | 1     | 0      | 2     |
| 2    | Noruega        | 1  | 0     | 0      | 1     |
| -    | Imperi Alemany | 1  | 0     | 0      | 1     |
| 4    | Regne Unit     | 0  | 2     | 2      | 4     |
| 5    | Bèlgica        | 0  | 0     | 1      | 1     |